# 狩野山樂

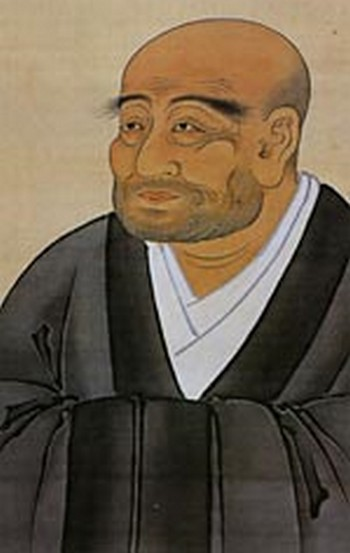
狩野山樂像

狩野山樂（1559年—1635年）是日本京狩野畫師。出生於近江國。狩野永德的弟子。现存作品有《牡丹图》《松鹰图》等。

## 外部連結
- 维基共享资源上的相關多媒體資源：狩野山樂